# Campionato europeo femminile under 19 di pallavolo 1975
Il Campionato europeo femminile under 19 di pallavolo 1975 si è svolto dal 26 luglio al 2 agosto 1975 a Stoccarda, Osnabrück, Giesen e Monaco di Baviera, nella Germania Ovest. Al torneo hanno partecipato 12 squadre nazionali europee e la vittoria finale è andata per la quinta volta consecutiva all'Unione Sovietica.

## Gironi
Dopo la prima fase a gironi, le prime due classificate hanno acceduto al girone per il primo posto, conservando il risultato dello scontro diretto; le ultime due classificate hanno acceduto al girone per il settimo posto, conservando il risultato dello scontro diretto.
| Girone A                                | Girone B                                             | Girone C                             |
| --------------------------------------- | ---------------------------------------------------- | ------------------------------------ |
| Bulgaria Francia Germania Ovest Romania | Germania Est Jugoslavia Paesi Bassi Unione Sovietica | Belgio Cecoslovacchia Italia Polonia |

## Classifica finale
| Classifica | Squadre          |
| ---------- | ---------------- |
|            | Unione Sovietica |
|            | Cecoslovacchia   |
|            | Germania Est     |
| 4          | Bulgaria         |
| 5          | Germania Ovest   |
| 6          | Polonia          |
| 7          | Jugoslavia       |
| 8          | Italia           |
| 9          | Romania          |
| 10         | Paesi Bassi      |
| 11         | Belgio           |
| 12         | Francia          |